# Zoltán Boros
Zoltán Boros (n. 29 iulie 1939, Ginta, Bihor) este un compozitor, pianist, dirijor și critic muzical din România.

## Biografie
La vârsta de cinci ani a supraviețuit masacrului de la Ginta, localitate în care tatăl său Ferenc Boros era pastor reformat.
A studiat la Conservatorul de Muzică din Cluj, unde a absolvit clasa dirijat-pedagogie în 1967. În timpul studenției a condus cvartetul de jazz al Casei Universitarilor din Cluj (János Tripa sax, Oana Caius bas, Puiu Hațeganu baterie). După ce conduce orchestre de muzică ușoară, devine dirijorul orchestrei Teatrului de Stat din Oradea (1969-1971). În 1971 a devenit redactor muzical la emisiunea în limba maghiară a Televiziunii Române. Între 1985-1989 este regizor muzical la Radioteleviziune. Între anii 1990-2002 a fost redactor șef la redacția maghiară a TVR. Este de asemenea membru al Uniunii Compozitorilor și Muzicologilor din România din 1980.
Împreună cu János Tripa conduce o formație de jazz la Oradea, cu care participă la Festivalul de jazz de la Ploiești (1969). Colaborează, printre alții, cu Alin Constanțiu, Bebe Prisada, Wolfgang Güttler, Ovidiu Bădilă, Decebal Bădilă, Mihai Farcaș, Gabriel Teodorescu, Peter Wertheimer. 
A participat la mai multe ediții ale Festivalului de Jazz de la Sibiu (1976, 1984, 1989, 1990 etc.) precum și la alte festivaluri din România: Brașov, București (Perpetuum Jazz), Costinești, Galați. 
A compus melodii pentru mulți cântăreți cunoscuți, așa cum sunt, spre exemplu, Anca Parghel, Aura Urziceanu și Mihaela Runceanu.
Critic muzical, articolele îi apar în revistele în limba maghiară Utunk, A Hét, Ifjúmunkás, Művelődés precum și în revista Secolul 20.

## Discografie
- Pași spre infinit (cu Ovidiu Bădilă, Decebal Bădilă, Gabriel Teodorescu), Electrecord, 1988